# 太上三十六部尊經
太上三十六部尊經，撰人不詳，約成書於南北朝末期，收入《正統道藏》洞真部本文類。該經要人奉道修心，強調燒香禮拜，誦經禮釋，以廣種福緣、積累功德。《中華續道藏》收有該書注解《太上無極大道三十六部尊經注解》三卷，孚祐帝君注。《無上內秘真藏經》讚揚此經「最尊最貴」，「包羅無外，妙入細微」。

## 題解
「三十六部尊經」為道藏經書的總稱，道藏經分為三洞，即洞真、洞玄、洞神，每洞又各十二部，合稱三十六部尊經。道士皈依三寶之經寶，稱為三十六部尊經，「第二皈神三十六部尊經，得聞正法，故曰經寶」。
按《無上內祕真藏經》，善明童子問元始天尊，眾經名相，其數幾何？
元始天尊以「太上三十六部尊經」名目答之。並說「三十六部尊經」分藏於玉清境、上清境、以及太（泰）清境。玉清境十二經「無毀無壞，無生無滅，湛然常住，遍眾妙門」；上清境十二經「微妙清淨，為諸天根本，萬有之基」；太清境十二經「濟生度死，為萬法舟航」。

## 內容
全書包括三十六部短經，各篇經文格式相似，皆先述經文，後附四言偈語及十二符文。
其內容採佛道二家之說，簡述修真理論及其方法，並解釋真空、虛無、自然、心性等術語。認為眾生皆有道性，但因未能直心正念，迷惑本性，故有種種煩惱災禍。若能奉道修心，識法性，行正法，不著色相，清靜無為，即可達到寂滅境界，成就法身，永無憂患。其修持之法強調行善積德，燒香建齋，誦經禮釋，廣種福緣，貶斥吐納咽氣，坐忘煉丹等法術。此經對隋唐道教頗有影響。